# Петър Мавродинов
Петър Мавродинов е български възрожденски учител, книгоиздател, общественик и книжар, председател на Тутраканското дружество на Македоно-одринската организация, деец на националноосвободителното движение на българите в Македония, Одринска и Беломорска Тракия, Западните покрайнини и Добруджа.

## Биография
Роден е на 18 септември 1873 година в добруджанския български град Тутракан, тогава в Османската империя. Негов брат е книгоиздателят Никола Мавродинов. Петър Мавродинов става учител и преподава в Тутраканско, където учителства в множество села. Става член на тутраканската областна организация на Българската социалдемократическа партия. В 1895 година Мавродинов основава македоно-одринско дружество в Тутракан, в което членове са 80 българи, които са преселници от Македония и Одринска Тракия. От 1902 до 1907 година Мавродинов е председател на дружеството и развива широка патриотична дейност. След посещение на Пейо Яворов в Тутракан в 1902 година, дружеството изпраща четник в помощ, а също така Мавродинов подпомага материално националноосвободителното движение на българите в Македония.
След разгрома на Илинденско-Преображенското въстание дружеството организира в Тутракан и селата Антимово, Сърджилар, Асфаткьой и други редица събирания, на които Мавродинов държи речи за присъединяването на Македония към България. От името на дружеството изпраща писма до изтъкнати руски политици с апел да подпомогнат присъединяването на Македония, Одринска и Беломорска Тракия към България.
В есента на 1903 година Петър Мавродинов отново е назначен за учител в Тутракан и остава такъв до 1919 година. В 1913 година при появата на румънските претенции за компенсация в Добруджа Мавродинов заедно със силистренския общественик Петър Коджабашев развиват активна пропагандна кампания в отстояване на българския характер на областта. След анексията на Южна Добруджа от Румъния след Междусъюзническата война в юни 1913 година целият учителски персонал от Тутраканско напуска областта, но Мавродинов остава като български учител под ведомството на българското Министерство на външните работи и изповеданията.
След началото на Първата световна война Мавродинов е изпратен като учител в Горна Оряховица. След намесата на България и Румъния във войната и освобождението на Добруджа, на 1 април 1917 година Министерството на народното просвещение връща Мавродинов обратно в Тутракан, където той се заема да организира откриването на училищата в града и селата на околията. На 7 април 1917 година в Тутракан се образува Добруджанска организация от 44 местни общественици, сред които Петър Габровски, Стефан Хаджимаринчев, Димитър Шивачев, Никола Драндаров, Иван П. Байнов, Георги Димов, Юрдан К. Бъчваров, Иван М. Пасатов, Янко Кулев, Никола А. Пиков, Никола Ив. Деков, Сали Махмудов и други. За пръв председател е избран Петър Мавродинов, секретар – Георги Лунгов, касиер – Владимир Рачев, съветници – Петър Н. Керемедчиев, Владимир Калинов, Васил Диамантов и Тодор Г. Ракъджиев. На събора в 1917 година в Бабадаг Мавродинов заедно с Тодор Г. Ракъджиев е делегат от Тутракан на Първия събор на Добруджанската организация. Мавродинов остава председател до 1918 година.
Умира в 1948 година в Горна Оряховица.
Негов син е видният археолог и историк на изкуството Никола Мавродинов.